# 모바일 브로드밴드

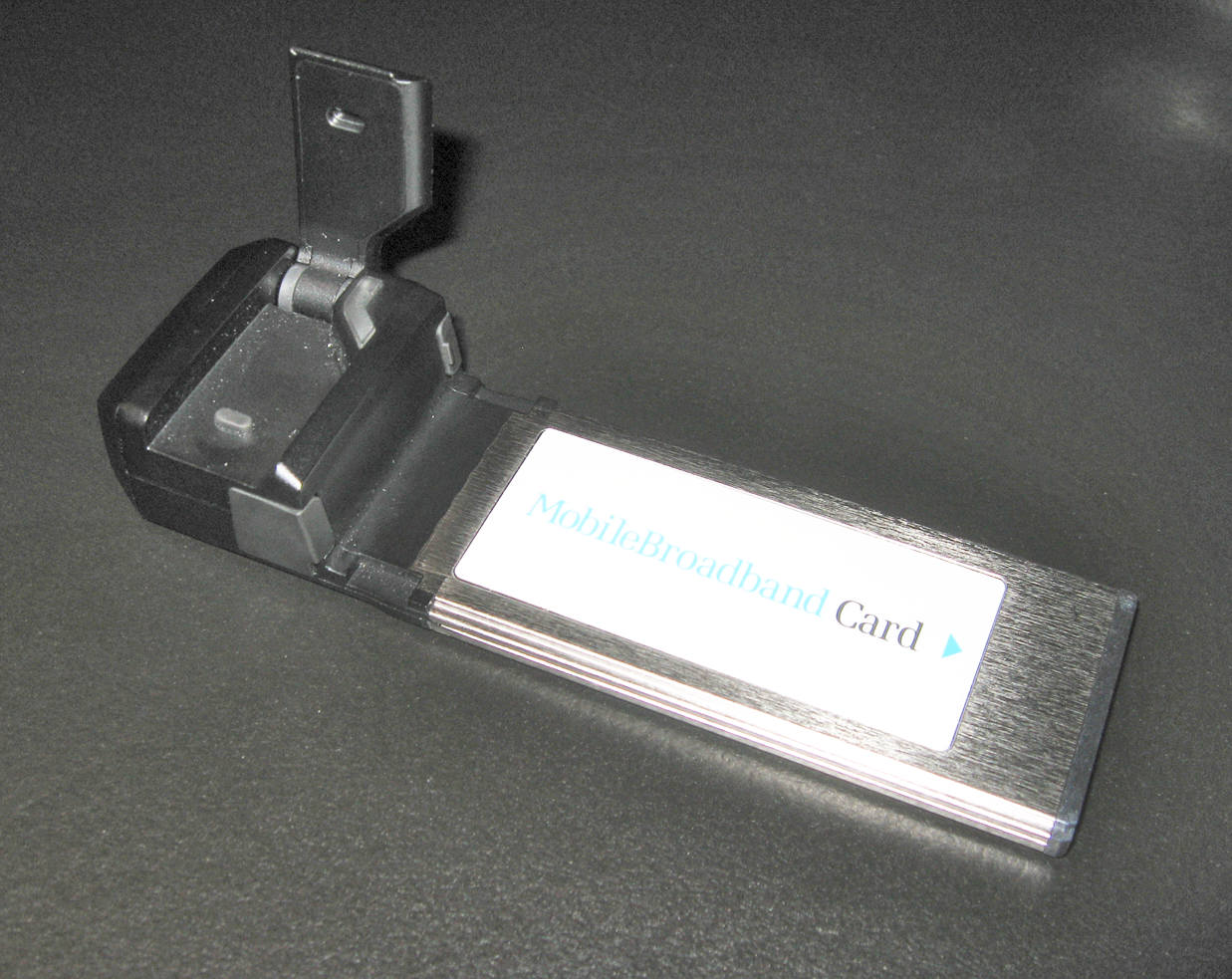
노트북 컴퓨터용 익스프레스카드의 모바일 브로드밴드 모뎀.

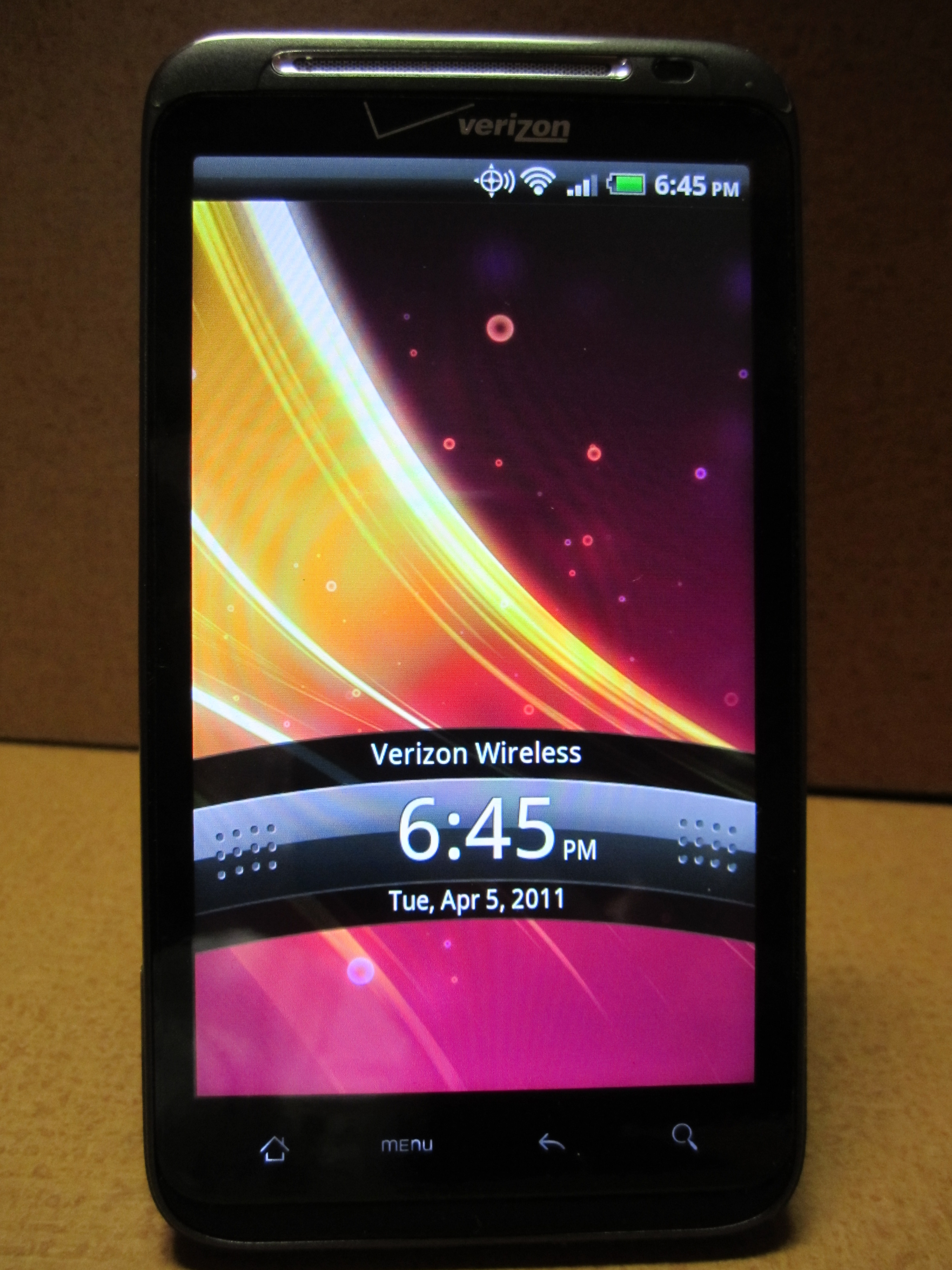
HTC 썬더볼트: 두 번째로 상용화된 LTE 스마트폰

모바일 브로드밴드(mobile broadband)는 모뎀, USB 무선 모뎀, 태블릿/스마트폰 또는 기타 모바일 장치를 통한 무선 인터넷 접속을 가리키는 마케팅 용어이다. 최초의 무선 인터넷 접속은 2세대(2G) 휴대전화기술의 일부로서 1991년 사용 가능하게 되었다. 3세대(3G), 4세대(4G)의 일부로서 각각 2001년, 2006년 더 높은 속도를 이용할 수 있게 되었다. 2011년, 전 세계 인구의 90%가 2G 지원 지역에 거주한 반면, 2G와 3G 지원 지역에는 45%가 거주하였다. 모바일 브로드밴드는 225 MHz ~ 3700 MHz 사이의 스펙트럼을 사용한다.

## 같이 보기
| - 3G, 4G - 인터넷 접속 - 디지털 브리튼 - MiFi - 모바일 엔터프라이즈 - 휴대 전화 | - 모바일 음성 인터넷 프로토콜 - SDIO 카드: 입출력 기능을 포함하기 위한 SD 사양의 확장 - 테더링 - 3GPP - 3GPP2 |